# Svartryggig hackspett
Ej att förväxla med svartryggig savspett.
Svartryggig hackspett (Picoides arcticus) är en fågel i familjen hackspettar som förekommer i Nordamerika.

## Utseende och läten
Svartryggig hackspett är en medelstor (23–25 cm) svartvit hackspett 23–25 cm. Den är lik vedspetten som den delar utbredningsområde med, med bandade flanker och gul hjässa hos hanen. Svartryggig hackspett är dock något större, med relativt stort huvud, lång näbb och kort stjärt. I fjäderdräkten är den mycket mörkare, med helsvart rygg och nästan inget vitt på huvudet. Lätet liknar hårspetten men är djupare och mer ihåligt. Även ett märkligt raspigt morrande ljud hörs. Trumningen är lång och långsam, dock snabbare än vedspettens, och accelererar i hastighet.

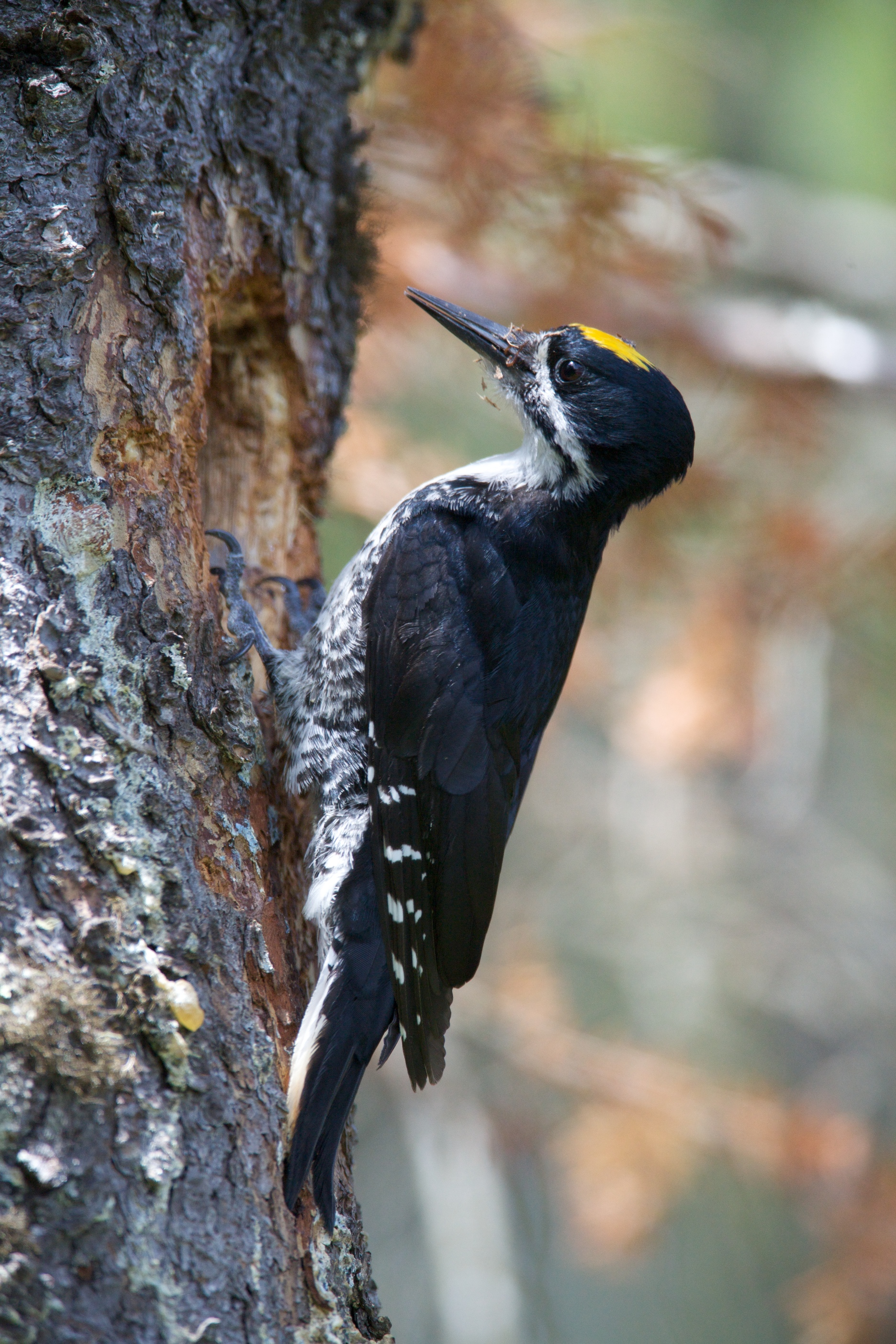
Hane i Vermont.

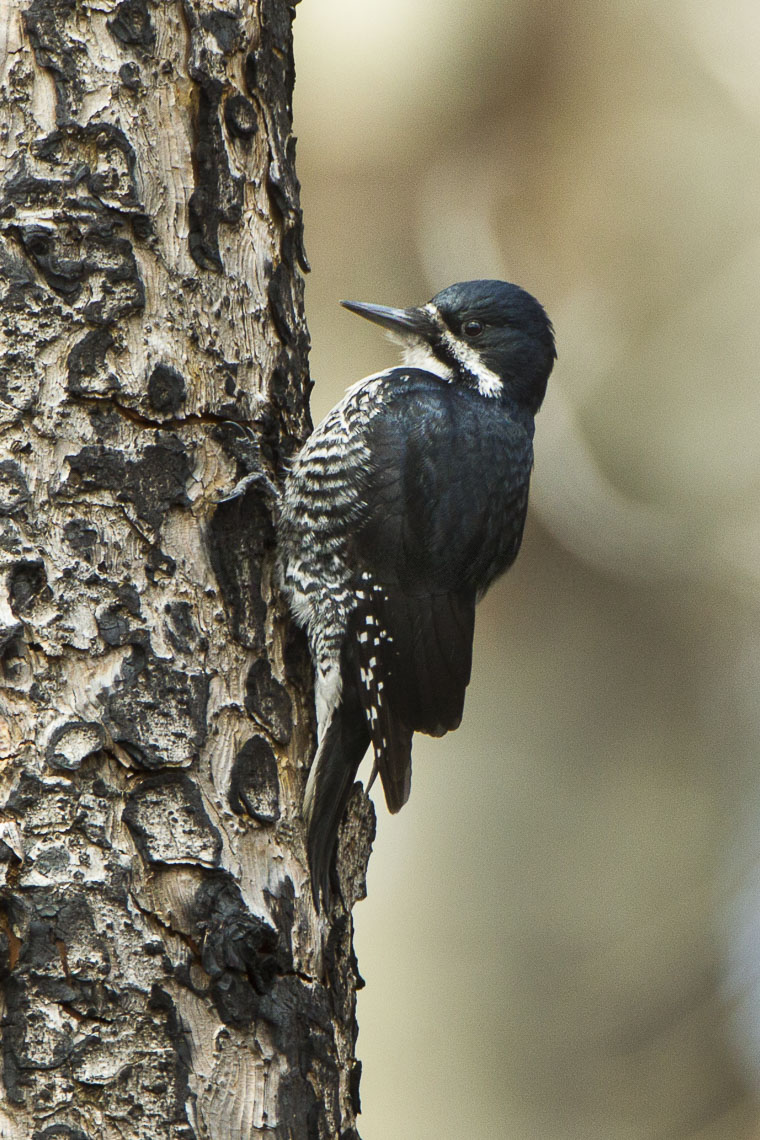
Hona i Oregon.

## Utbredning och systematik
Fågeln förekommer i de arktiska skogarna i norra Nordamerika, närmare bestämt från västra och centrala Alaska österut genom centrala Canada till södra Labrador och Newfoundland samt vidare söderut till Kalifornien, västra Nevada, Wyoming och nordöstra Minnesota i väster och norra Michigan, sydöstra Ontario, New York och Nova Scotia i öster. Den behandlas som monotypisk, det vill säga att den inte delas in i några underarter.

## Levnadssätt
Svartryggig hackspett hittas i granskogar och intilliggande högväxta blandskogar. Likt vedspetten fläker den bort barkbitar på jakt efter insektslarver och stora mängder med bark på marken kan därför avslöja dess närvaro. Den häckar från slutet av april till mitten av juni, men kan börja hacka ur bohålet redan i slutet av mars.

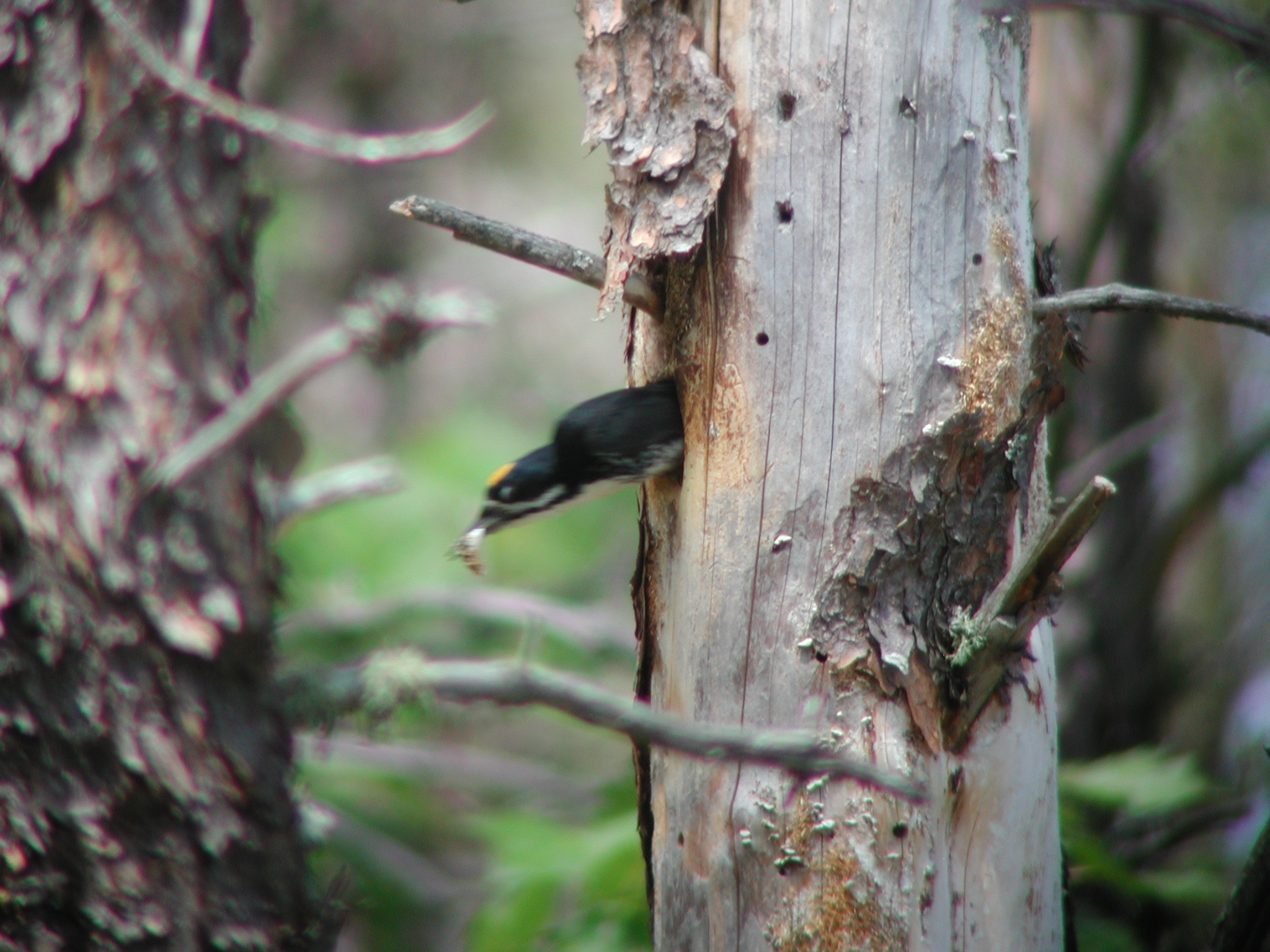
Svartryggig hackspett på väg ut ur sitt bohål.

## Status och hot
Arten har ett stort utbredningsområde och det finns inga tecken på vare sig några substantiella hot eller att populationen minskar. Utifrån dessa kriterier kategoriserar IUCN arten som livskraftig (LC).